# Pau Miró Caparrós
Pau Miró Caparrós   (Barcelona, 1974) és actor, director i dramaturg català.

## Biografia
Llicenciat en Interpretació per l'Institut del Teatre (1999). Format com a dramaturg a la Sala Beckett. Fundador de la companyia Menudos, formada per exalumnes de l'Institut del Teatre.
Com a autor resident de la quarta edició del Projecte T6, va escriure i dirigir Singapur i Lleons, aquesta darrera com a part de la seva trilogia sobre la família juntament amb Búfals i Girafes (Premi de la Crítica Teatral de Barcelona al
Millor text teatral 2009).
Entre les seves obres també destaquen: Els jugadors (Temporada Alta 2011, Teatre Lliure), estrenat a italià el 2013 al Piccolo Teatro di Milano; Somriure d'elefant (Grec 2006); Bales i Ombres (un western contemporani) (Teatre Lliure, 2005) i, sobretot, Plou a Barcelona (Sala Beckett, 2004), nominat a cinc Premis Butaca, traduït al castellà, italià, francès, portuguès, polonès i anglès, i amb una important projecció internacional: estrenat el 2007 a Nàpols (Teatro Nuovo); estrenat el 2008 al Piccolo Teatro di Milano; premi nacional de la crítica a Itàlia; versió radiofònica a la Rai i també versió cinematogràfica a Itàlia; editat per l'editorial italiana Guida, amb el títol de Chiove; participant de la Setmana de Cultura Catalana a Xile, 2005; publicat per la Universitat de Richmond, Nova York; participant de la Setmana Cultural Catalana a Sao Paulo, Brasil; estrenat en castellà al Festival de Otoño de Madrid 2006, amb el títol Lluvia en el Raval a càrrec de la companyia Segundo Viento, a la sala Cuarta Pared; estrenat a Buenos Aires, Venezuela, Córdoba; convertit en guió cinematogràfic amb adaptació de Carles Mallol, Pau Miró i direcció de Carles Torrens; estrena de Llueve en Barcelona, amb direcció de Francesco Saponaro, al Centro Dramático Nacional a Madrid (2009).
L'any 2013 rep el premi al millor text estranger per la seva obra "Els jugadors", atorgat pels premis Ubú, uns dels més prestigiosos dels teatre italià.
A la temporada teatral 2015-2016, estrena Victòria a la sala Gran del Teatre Nacional de Catalunya amb un repartiment encapçalat per Emma Vilarasau, Jordi Boixaderas, Pere Arquillué i Mercè Arànega.
L'any 2019 va estrenar a La Villarroel Una història real, escrita i dirigida per ell, i interpretada per Julio Manrique, Laura Conejero, Mireia Aixalà, i Nil Cardoner. Entre 2020 i 2021 es va encarregar de la dramatúrgia de Pedro Páramo de Juan Rulfo, dirigit per Mario Gas i representat al Temporada Alta i al Teatre Romea.